# Nisf Jubeil
Nisf Jubeil, també Nisf Jbeil o Nisf Jubayl (àrab: نصف جبيل, Niṣf Jubayl) és una vila palestina de la governació de Nablus, a Cisjordània, al nord de la vall del Jordà, al nord-oest de Nablus. Segons l'Oficina Central Palestina d'Estadístiques tenia 394 habitants en 2007. Hi havia un total de 83 llars i 17 establiments comercials.

## Geografia
Nisf Jubeil està situat en una terrassa al llarg del Wadi Nib a la sortida de la Vall Sebastiya, amb una elevació aproximada de 400 metres sobre el nivell del mar. Es troba a 2,5 quilòmetres a l'est de la ciutat de Sebastia. Altres localitats properes són Ijnisinya al sud, Yasid a l'est i Beit Imrin al nord. La font propera d'Ein Sharqiya serveix per proporcionar aigua i hi ha unes 30 cisternes a la vila.

## Història
In 1596 Nisf Jubeil apareix als registres fiscals otomans com a Jubayl, una vila a la nàhiya de Jabal Sami al liwà de Nablus. Tenia una població de 30 llars musulmanes i 36 llars cristianes, i pagava taxes sobre el blat, l'ordi, els cultius d'estiu, oliveres, cabres i ruscs.
En 1838 hi havia aproximadament 200 cristians vivint a la vila, inclòs un sacerdot. Victor Guérin va trobar un antic sarcòfag a Nisf Jubeil, usat com un canal. Es va estimar que hi havia 300 habitants, inclosos alguns cristians. En 1882 Nisf Jubeil fou descrita com «un petit poble en una vall oberts, amb un ressort cap a l'est i oliveres. Alguns dels habitants són cristians grecs.»
En el cens de Palestina de 1922 organitzat pel Mandat Britànic de Palestina, donava una població de 162 habitants (inclosos 88 cristians), incrementats a 210 (incosos 105 cristians) al cens de 1931.
En 1945 la població era de 260 habitants; 80 musulmans i 180 cristians, mentre que l'àrea de terra total registrada era de 5.054 dúnams.
Després de la de la Guerra araboisraeliana de 1948, i després dels acords d'Armistici de 1949, Nisf Jubeil va restar en mans de Jordània. Després de la Guerra dels Sis Dies el 1967, ha estat sota ocupació israeliana. En 1979 l'àrea construïda de Nisf Jubeil era de 25 dúnams. El centre de la vila tenia algunes cases antigues, dues esglésies gregues ortodoxes i una mesquita, called the Nisf Jubeil Mosque. L'actual alcalde de la vila és Adil Barakat. Nisf Jubeil té una població barrejada de cristians i musulmans.